# KRC Genk in het seizoen 2008/09
Een overzicht van KRC Genk in het seizoen 2008/09, waarin de club de beker won.

## Spelerskern
| Nr.           | Naam                  | Nationaliteit | Geboortedatum | Vorige club                  |
| ------------- | --------------------- | ------------- | ------------- | ---------------------------- |
| Keepers       |                       |               |               |                              |
| 1             | Davino Verhulst       | België        | 25-11-1987    | 2005-2007 KSK Beveren        |
| 25            | Koen Casteels         | België        | 25-06-1992    | /                            |
| 26            | Logan Bailly          | België        | 27-12-1985    | 2003-2004 Heusden-Zolder     |
| 26            | Sem Franssen          | België        | 10-04-1984    | 2006-2009 KSK Tongeren       |
| 27            | Sinan Bolat           | Turkije       | 03-09-1988    | /                            |
| 28            | Thibaut Courtois      | België        | 11-05-1992    | /                            |
| Verdedigers   |                       |               |               |                              |
| 5             | Eric Matoukou         | Kameroen      | 08-07-1983    | 2002-2003 Heusden-Zolder     |
| 12            | Dimitri Daeseleire    | België        | 18-05-1990    | /                            |
| 15            | Tiago Silva           | Brazilië      | 04-04-1979    | 2004-2007 CSKA Sofia         |
| 16            | Anele Ngcongca        | Zuid-Afrika   | 21-10-1987    | 2003-2007 FC Fortune         |
| 22            | Jean-Philippe Caillet | Frankrijk     | 24-06-1977    | 2005-2006 Litex Lovetsj      |
| 23            | Hans Cornelis 1       | België        | 13-10-1982    | 2001-2005 Club Brugge        |
| 30            | João Carlos 2         | Brazilië      | 01-01-1982    | 2004-2008 KSC Lokeren        |
| 33            | Daniel Pudil          | Tsjechië      | 27-09-1985    | 2007-2008 Slavia Praag       |
| Middenvelders |                       |               |               |                              |
| 3             | David Hubert          | België        | 12-02-1988    | /                            |
| 6             | Wim De Decker         | België        | 06-04-1982    | 2003-2006 Germinal Beerschot |
| 6             | Ederson               | Brazilië      | 14-03-1986    | 2007-2009 Germinal Beerschot |
| 7             | Kevin De Bruyne       | België        | 28-06-1991    | /                            |
| 8             | Dugary Ndabashinze    | Burundi       | 08-10-1989    | 2007 Atlético de Conakry     |
| 10            | Tom Soetaers          | België        | 21-07-1980    | 2004-2005 Ajax               |
| 14            | Tom De Mul            | België        | 04-03-1986    | 2006-2008 Sevilla            |
| 20            | Balázs Tóth           | Hongarije     | 24-09-1981    | 2006-2007 Erciyesspor        |
| 30            | Alex da Silva         | Brazilië      | 15-08-1983    | 2006 Santos FC               |
| 88            | Dániel Tőzsér         | Hongarije     | 12-05-1985    | 2006-2008 AEK Athene         |
| Aanvallers    |                       |               |               |                              |
| 9             | Ivan Bošnjak          | Kroatië       | 06-02-1979    | 2003-2006 Dinamo Zagreb      |
| 17            | Christian Benteke     | België        | 03-12-1990    | /                            |
| 17            | Stein Huysegems       | België        | 16-06-1982    | 2007-2009 FC Twente          |
| 18            | Elyaniv Barda         | Israël        | 15-12-1981    | 2005-2007 Hapoel Tel Aviv    |
| 19            | Jelle Vossen          | België        | 22-03-1989    | /                            |
| 21            | Marvin Ogunjimi       | België        | 12-10-1987    | 2007-2008 RKC Waalwijk       |
| 29            | Goran Ljubojević      | Kroatië       | 04-05-1983    | 2006 FC St. Gallen           |
| 32            | Adam Nemec            | Slowakije     | 02-09-1985    | 2007-2008 Erzgebirge Aue     |

### Technische staf
| Functie                   | Naam                | Nationaliteit | Opmerking                      |
| ------------------------- | ------------------- | ------------- | ------------------------------ |
| Coach                     | Ronny Van Geneugden | België        | Ontslagen op 6 maart 2009.     |
| Assistent-coach           | Pierre Denier       | België        | Hoofdcoach vanaf 7 maart 2009. |
| Keeperstrainer            | Guy Martens         | België        |                                |
| Beloftencoach / Assistent | Hans Visser         | Nederland     |                                |
| Assistent-beloftencoach   | Jan Vandenberk      | België        |                                |
| Physical coach            | Eric Roex           | België        |                                |
| Inspanningsfysioloog      | Bert Op 't Eynde    | België        |                                |

## Resultaten
Een overzicht van de competities waaraan Genk in het seizoen 2008-2009 deelnam.
| Seizoen 2008/09    | Seizoen 2008/09 | Seizoen 2008/09                   |
| Competitie         | Resultaat       | Uitgeschakeld door / Tegenstander |
| ------------------ | --------------- | --------------------------------- |
| Jupiler Pro League | Achtste         |                                   |
| Beker van België   | Winnaar         | KV Mechelen                       |

## Uitrustingen
Shirtsponsor(s): Euphony / Carglass / Vasco / Echo / ASAP.be

Sportmerk: Airness
| Thuis | Uit | Alternatief | Doelman | Doelman |

## Transfers

### Zomer
| Naam            | Nationaliteit | Van/naar              | Type       |
| --------------- | ------------- | --------------------- | ---------- |
| Inkomend        |               |                       |            |
| João Carlos     | Brazilië      | KSC Lokeren           | Gekocht    |
| Adam Nemec      | Slowakije     | Erzgebirge Aue        | Gekocht    |
| Daniel Pudil    | Tsjechië      | Slavia Praag          | Gekocht    |
| Dániel Tőzsér   | Hongarije     | AEK Athene            | Gekocht    |
| Marvin Ogunjimi | België        | RKC Waalwijk          | Einde huur |
| Alex da Silva   | Brazilië      | FC Brussels           | Einde huur |
| Sven Verdonck   | België        | FC Brussels           | Einde huur |
| Uitgaand        |               |                       |            |
| Wouter Vrancken | België        | KV Mechelen           | Verkocht   |
| Faris Haroun    | België        | Germinal Beerschot    | Verkocht   |
| Barak Itzhaki   | Israël        | Beitar Jeruzalem      | Verkocht   |
| Igor Lolo       | Ivoorkust     | Dnipro Dnipropetrovsk | Verkocht   |
| Nemanja Tubić   | Servië        | Čukarički Stankom     | Einde huur |

### Winter
| Naam                  | Nationaliteit | Van/naar                 | Type     |
| --------------------- | ------------- | ------------------------ | -------- |
| Inkomend              |               |                          |          |
| Stein Huysegems       | Burundi       | FC Twente                | Gekocht  |
| Sem Franssen          | België        | KSK Tongeren             | Gekocht  |
| Ederson               | Brazilië      | Germinal Beerschot       | Gekocht  |
| Tom De Mul            | België        | Sevilla                  | Huur     |
| Uitgaand              |               |                          |          |
| Logan Bailly          | België        | Borussia Mönchengladbach | Verkocht |
| Wim De Decker         | België        | Germinal Beerschot       | Verkocht |
| Christian Benteke     | België        | Standard Luik            | Verkocht |
| Sinan Bolat           | Turkije       | Standard Luik            | Verkocht |
| Jean-Philippe Caillet | Frankrijk     | Tianjin Teda             | Verkocht |
| Robin Henkens         | België        | Lommel United            | Huur     |

## Oefencampagne 2008

### Vriendschappelijke wedstrijden
| datum      | gelegenheid    | tegenstander         | H / A | score | doelpunten Genk |
| ---------- | -------------- | -------------------- | ----- | ----- | --- |
| di 1 juli  | oefenwedstrijd | SK Meeuwen           | A     | 0-11  | 8' Barda; 10' Nemec; 28' J. Carlos; 32' Nemec; 41' De Decker; 52' Caillet; 62' Vossen; 73' Ogunjimi; 75' Bosnjak; 80' Ogunjimi; 88' Tőzsér (pen.) |
| do 3 juli  | oefenwedstrijd | FC Herk              | A     | 0-5   | 24' Barda; 68' Vrancken; 82' Nemec; 85' Tőzsér; 89' Tőzsér (pen.)                                                                                 |
| za 5 juli  | oefenwedstrijd | KSK Hasselt          | A     | 0-3   | 10' Vossen; 39' Vossen; 90' Barda |
| wo 9 juli  | oefenwedstrijd | ESK Leopoldsburg     | A     | 1-7   | 12' Caillet; 27' Bosnjak; 30' Barda (pen.); 54', 77', 81' en 87' Vrancken                                                                         |
| za 12 juli | oefenwedstrijd | Excelsior Veldwezelt | A     | 0-4   | 2' Pudil; 40' Pudil; 76' Bosnjak; 90' Nemec |
| di 15 juli | oefenwedstrijd | VVV-Venlo            | N     | 0-0   | geen |
| za 19 juli | oefenwedstrijd | FC Luik              | N     | 3-10  | 13' Nemec; 31' Nemec; 33' E.d. Luik; 36' Barda (pen.); 41' Barda; 50' Alex; 58' Barda; 61' Barda; 67' Bosnjak; 91' Vossen                         |
| vr 25 juli | oefenwedstrijd | Oud-Heverlee Leuven  | A     | 1-4   | 33' Nemec; 44' Tőzsér; 60' Bosnjak; 86 Vrancken                                                                                                   |
| do 31 juli | oefenwedstrijd | Willem II            | A     | 1-0   | geen |
| vr 1 aug   | oefenwedstrijd | Taxandria Oisterwijk | A     | 0-10  | Vossen (0-1 en 0-2); Henkens (0-3); Vrancken (0-4); Soetaers (0-5); Vossen (0-6); Tóth (0-7); Dugary (0-8) Tóth (0-9) Vossen (0-10)               |
| zo 3 aug   | fandag         | Iraklis Saloniki     | H     | 1-1   | 31' Nemec (1-1) |
| zo 10 aug  | galawedstrijd  | sc Heerenveen        | H     | 2-2   | 11' Caillet (1-0); 30' Barda (2-0) |

## Jupiler Pro League
| | |                 | | |
| zondag 17 augustus 2008, 20:30 uur                                                                            | KRC Genk | 1 - 1 ( 1 - 0 ) | Germinal Beerschot | Opstelling RC Genk: |
| Cristal Arena, Genk 20.709 toeschouwers Scheidsrechter: Luc Wouters Speeldag 1 Jupiler Pro League 2008-09     | Elyaniv Barda 18' Tiago da Silva dos Santos 22' Jean-Philippe Caillet 49' Wim De Decker 89'                                                                                    |                 | 52' Khalilou Fadiga 61' Sanharib Malki Sabah 74' Pieter-Jan Monteyne 80' Daniel Cruz                                                                    | Davino Verhulst, Balazs Toth, Jean-Philippe Caillet, João Carlos Pinto Chaves, Tiago da Silva dos Santos, Ivan Bošnjak, Wim De Decker, Dániel Tőzsér, Daniel Pudil, Elyaniv Barda, Adam Nemec Wissels RC Genk: 73' Dániel Tőzsér Wouter Vrancken 83' Balazs Toth Tom Soetaers                                                       |
| | |                 | | |
| zondag 24 augustus 2008, 18:00 uur                                                                            | Bergen | 3 - 1 ( 2 - 0 ) | RC Genk | Opstelling RC Genk: |
| Stade Charles Tondreau, Bergen Scheidsrechter: Paul Allaerts Speeldag 2 Jupiler Pro League 2008-09            | Mohamed Dahmane 07' Mohamed Dahmane 39' Mustapha Jarju 53' Robert Mirri 70' Ludovic Buysens 79' David Fleurival 84' Hocine Ragued 88'                                          |                 | 57' Tiago da Silva dos Santos 64' Adam Nemec 76' Adam Nemec 85' Elyaniv Barda                                                                           | Davino Verhulst, Balazs Toth, Jean-Philippe Caillet, João Carlos Pinto Chaves, Tiago da Silva dos Santos, Ivan Bošnjak, Wim De Decker, Dániel Tőzsér, Daniel Pudil, Elyaniv Barda, Adam Nemec Wissels RC Genk: 46' Daniel Pudil Tom Soetaers 46' Ivan Bošnjak Alex Da Silva 76' Balazs Toth Dugary Ndabashinze                      |
| | |                 | | |
| zaterdag 30 augustus 2008, 20:00 uur                                                                          | RC Genk | 1 - 0 ( 0 - 0 ) | Lokeren | Opstelling RC Genk: |
| Cristal Arena, Genk Scheidsrechter: Jérôme Efong Nzolo Speeldag 3 Jupiler Pro League 2008-09                  | João Carlos Pinto Chaves 54' Tom Soetaers 72' |                 | 53' Mario Carević 69' Avi Strul | Logan Bailly, Dimitri Daeseleire, Eric Matoukou, João Carlos Pinto Chaves, Tiago da Silva dos Santos, Alex Da Silva, Wim De Decker, Dániel Tőzsér, Marvin Ogunjimi, Ivan Bošnjak, Adam Nemec Wissels RC Genk: 56' Marvin Ogunjimi Tom Soetaers 70' Adam Nemec Elyaniv Barda 89' Tiago da Silva dos Santos Daniel Pudil              |
| | |                 | | |
| zondag 14 september 2008, 20:30 uur                                                                           | Zulte Waregem | 1 - 3 ( 1 - 1 ) | RC Genk | Opstelling RC Genk: |
| Regenboogstadion, Waregem Scheidsrechter: Stéphane Breda Speeldag 4 Jupiler Pro League 2008-09                | João Carlos Pinto Chaves 33' Ludwin Van Nieuwenhuyze 68' |                 | 26' Adam Nemec 49' Eric Matoukou 51' Tiago da Silva dos Santos 54' Tom Soetaers 59' Tom Soetaers 63' Adam Nemec 70' Daniel Pudil 78' Balazs Toth        | Logan Bailly, Dimitri Daeseleire, Eric Matoukou, João Carlos Pinto Chaves, Tiago da Silva dos Santos, Alex Da Silva, Wim De Decker, Dániel Tőzsér, Tom Soetaers, Ivan Bošnjak, Adam Nemec Wissels RC Genk: 46' Dániel Tőzsér Balazs Toth 65' Tiago da Silva dos Santos Daniel Pudil 87' Ivan Bošnjak Elyaniv Barda                  |
| | |                 | | |
| zondag 21 september 2008, 20:30 uur                                                                           | RC Genk | 0 - 1 ( 0 - 0 ) | Club Brugge | Opstelling RC Genk: |
| Cristal Arena, Genk Scheidsrechter: Serge Gumienny Speeldag 5 Jupiler Pro League 2008-09                      | João Carlos Pinto Chaves 11' Daniel Pudil 40' Eric Matoukou 52' Ivan Bošnjak 68' Wim De Decker 75' Daniel Pudil 90'                                                            |                 | 41' Joseph Akpala 55' Nabil Dirar 57' Joseph Akpala 70' Joseph Akpala                                                                                   | Logan Bailly, Dimitri Daeseleire, Eric Matoukou, João Carlos Pinto Chaves, Daniel Pudil, Alex Da Silva, Wim De Decker, Balazs Toth, Tom Soetaers, Elyaniv Barda, Ivan Bošnjak Wissels RC Genk: 65' Alex Da Silva Adam Nemec 67' Balazs Toth Dániel Tőzsér 70' Logan Bailly Davino Verhulst                                          |
| | |                 | | |
| zondag 28 september 2008, 18:00 uur                                                                           | Moeskroen | 1 - 2 ( 1 - 0 ) | RC Genk | Opstelling RC Genk: |
| Le Canonnier, Moeskroen Scheidsrechter: Peter Vervecken Speeldag 6 Jupiler Pro League 2008-09                 | Gonzague Vandooren 15' Walter Baseggio 36' Adnan Čustović 44' Jérémy Sapina 48' Daan Van Gijseghem 79' Adnan Čustović 84'                                                      |                 | 33' Adam Nemec 36' João Carlos Pinto Chaves 69' Elyaniv Barda 76' João Carlos Pinto Chaves 78' Dániel Tőzsér 79' Eric Matoukou 87' Elyaniv Barda        | Davino Verhulst, Hans Cornelis, Eric Matoukou, João Carlos Pinto Chaves, Tiago da Silva dos Santos, Alex Da Silva, Wim De Decker, Balazs Toth, Tom Soetaers, Elyaniv Barda, Adam Nemec Wissels RC Genk: 46' Wim De Decker Dániel Tőzsér 80' Tom Soetaers Ivan Bošnjak 90' Alex Da Silva Jelle Vossen                                |
| | |                 | | |
| zaterdag 4 oktober 2008, 20:00 uur                                                                            | RC Genk | 2 - 1 ( 2 - 1 ) | KV Mechelen | Opstelling RC Genk: |
| Cristal Arena, Genk Scheidsrechter: Christophe Delacour Speeldag 7 Jupiler Pro League 2008-09                 | Dániel Tőzsér 02' Jean-Philippe Caillet 12' Alex Da Silva 35' Tiago da Silva dos Santos 37' Dániel Tőzsér 54' Hans Cornelis 67' Tom Soetaers 72' Tiago da Silva dos Santos 70' |                 | 11' Koen Persoons 17' Björn Vleminckx 27' Jonas Ivens 38' Jonas Ivens 79' Wouter Biebauw 90' Wouter Vrancken                                            | Davino Verhulst, Hans Cornelis, Jean-Philippe Caillet, João Carlos Pinto Chaves, Tiago da Silva dos Santos, Alex Da Silva, Balazs Toth, Dániel Tőzsér, Tom Soetaers, Elyaniv Barda, Ivan Bošnjak Wissels RC Genk: 64' Elyaniv Barda Marvin Ogunjimi 76' Tom Soetaers Daniel Pudil 76' Ivan Bošnjak Wim De Decker                    |
| | |                 | | |
| zaterdag 18 oktober 2008, 20:00 uur                                                                           | Dender | 2 - 4 ( 1 - 1 ) | RC Genk | Opstelling RC Genk: |
| Florent Beeckmanstadion, Denderleeuw Scheidsrechter: Frank De Bleeckere Speeldag 8 Jupiler Pro League 2008-09 | David Destorme 11' Bart Van Den Eede 14' Sulejman Smajić 53' |                 | 29' Elianiv Barda 60' Dániel Tőzsér 71' Daniel Pudil 87' Daniel Pudil 90' Balazs Toth                                                                   | Logan Bailly, Hans Cornelis, Eric Matoukou, João Carlos Pinto Chaves, Daniel Pudil, Alex Da Silva, Balazs Toth, Wim De Decker, Dániel Tőzsér, Elyaniv Barda, Adam Nemec Wissels RC Genk: 64' Adam Nemec Marvin Ogunjimi 77' Dániel Tőzsér Jelle Vossen 89' Alex Da Silva David Hubert                                               |
| | |                 | | |
| zondag 26 oktober 2008, 20:30 uur                                                                             | RC Genk | 0 - 0 ( 0 - 0 ) | Standard | Opstelling RC Genk: |
| Cristal Arena, Genk Scheidsrechter: Paul Allaerts Speeldag 9 Jupiler Pro League 2008-09                       | Eric Matoukou 29' Tom Soetaers 90' |                 | 14' Wilfried Dalmat 14' Marcos Camozzato 32' Steven Defour 63' Landry Mulemo                                                                            | Logan Bailly, Hans Cornelis, Eric Matoukou, João Carlos Pinto Chaves, Tiago da Silva dos Santos, Alex Da Silva, Balazs Toth, Wim De Decker, Daniel Pudil, Elyaniv Barda, Marvin Ogunjimi Wissels RC Genk: 25' Alex Da Silva Tom Soetaers 60' Eric Matoukou Jean-Philippe Caillet 75' Marvin Ogunjimi Adam Nemec                     |
| | |                 | | |
| zaterdag 1 november 2008, 20:00 uur                                                                           | Tubeke | 1 - 3 ( 0 - 1 ) | RC Genk | Opstelling RC Genk: |
| Stade Leburton, Tubeke Scheidsrechter: Joeri Van De Velde Speeldag 10 Jupiler Pro League 2008-09              | Josip Barišić 60' Jérémy Perbet 82' |                 | 14' Marvin Ogunjimi 56' Marvin Ogunjimi 73' Daniel Pudil 74' Hans Cornelis 86' Elyaniv Barda                                                            | Davino Verhulst, Hans Cornelis, Jean-Philippe Caillet, João Carlos Pinto Chaves, Tiago da Silva dos Santos, Elyaniv Barda, Balazs Toth, Wim De Decker, Daniel Pudil, Ivan Bošnjak, Marvin Ogunjimi Wissels RC Genk: 68' Ivan Bošnjak Dániel Tőzsér 78' Marvin Ogunjimi Tom Soetaers 84' Wim De Decker David Hubert                  |
| | |                 | | |
| zaterdag 8 november 2008, 20:00 uur                                                                           | Westerlo | 1 - 0 ( 0 - 0 ) | RC Genk | Opstelling RC Genk: |
| Kuipje, Westerlo Scheidsrechter: Peter Vervecken Speeldag 11 Jupiler Pro League 2008-09                       | Nico Van Kerckhoven 42' Jaime Alfonso Ruiz 69' Johan Sotil 82' |                 | 37' João Carlos Pinto Chaves | Logan Bailly, Hans Cornelis, Eric Matoukou, João Carlos Pinto Chaves, Tiago da Silva dos Santos, Ivan Bošnjak, Balazs Toth, Wim De Decker, Daniel Pudil, Jelle Vossen, Marvin Ogunjimi Wissels RC Genk: 59' Jelle Vossen Dániel Tőzsér 76' Ivan Bošnjak Dugary Ndabashinze 76' Wim De Decker Adam Nemec                             |
| | |                 | | |
| zaterdag 15 november 2008, 20:00 uur                                                                          | RC Genk | 1 - 1 ( 0 - 0 ) | Roeselare | Opstelling RC Genk: |
| Cristal Arena, Genk Scheidsrechter: Claude Bourdouxhe Speeldag 12 Jupiler Pro League 2008-09                  | Dugary Ndabashinze 71' Tiago da Silva dos Santos 77' |                 | 66' Azubike Oliseh | Logan Bailly, Hans Cornelis, Eric Matoukou, Jean-Philippe Caillet, Tiago da Silva dos Santos, Dugary Ndabashinze, Balazs Toth, Dániel Tőzsér, Daniel Pudil, Elyaniv Barda, Adam Nemec Wissels RC Genk: 64' Daniel Pudil Tom Soetaers 64' Adam Nemec Marvin Ogunjimi 81' Dániel Tőzsér Ivan Bošnjak                                  |
| | |                 | | |
| zondag 23 november 2008, 20:30 uur                                                                            | AA Gent | 2 - 3 ( 0 - 1 ) | RC Genk | Opstelling RC Genk: |
| Jules Ottenstadion, Gent Scheidsrechter: Stéphane Breda Speeldag 13 Jupiler Pro League 2008-09                | Randall Azofeifa 32' Dominic Foley 57' Jonas De Roeck 67' Adekamni Olufade 73'                                                                                                 |                 | 26' Wim De Decker 40' Balazs Toth 47' Marvin Ogunjimi 56' João Carlos Pinto Chaves 59' Balazs Toth 72' Logan Bailly 72' Eric Matoukou 90' Wim De Decker | Logan Bailly, Hans Cornelis, Eric Matoukou, João Carlos Pinto Chaves, Tiago da Silva dos Santos, Dugary Ndabashinze, Balazs Toth, Wim De Decker, Daniel Pudil, Elyaniv Barda, Marvin Ogunjimi Wissels RC Genk: 80' Dugary Ndabashinze Dániel Tőzsér 90' Marvin Ogunjimi Christian Benteke                                           |
| | |                 | | |
| zaterdag 29 november 2008, 20:00 uur                                                                          | RC Genk | 3 - 2 ( 2 - 1 ) | Cercle Brugge | Opstelling RC Genk: |
| Cristal Arena, Genk Scheidsrechter: Bas Nijhuis Speeldag 14 Jupiler Pro League 2008-09                        | João Carlos Pinto Chaves 19' Dugary Ndabashinze 44' David Hubert 48' Balazs Toth 55' Hans Cornelis 68' Elyaniv Barda 86'                                                       |                 | 03' Oleg Iachtchouck 23' Anthony Portier 38' Oleg Iachtchouck 64' Tom De Sutter                                                                         | Logan Bailly, Hans Cornelis, Eric Matoukou, João Carlos Pinto Chaves, Tiago da Silva dos Santos, Dugary Ndabashinze, Balazs Toth, David Hubert, Daniel Pudil, Elyaniv Barda, Marvin Ogunjimi Wissels RC Genk: 46' Tiago da Silva dos Santos Tom Soetaers 59' Dugary Ndabashinze Dániel Tőzsér 87' Marvin Ogunjimi Ivan Bošnjak      |
| | |                 | | |
| zondag 7 december 2008, 18:00 uur                                                                             | KV Kortrijk | 3 - 1 ( 0 - 0 ) | RC Genk | Opstelling RC Genk: |
| Guldensporenstadion, Kortrijk Scheidsrechter: Alain Hamer Speeldag 15 Jupiler Pro League 2008-09              | Brecht Verbrugghe 21' Elimane Coulibaly 58' Sven Kums 78' Sven Kums 78' Sven Kums 80'                                                                                          |                 | 23' Dimitri Daeseleire 66' Balazs Toth 72' Elyaniv Barda 79' Logan Bailly                                                                               | Logan Bailly, Dimitri Daeseleire, Eric Matoukou, Jean-Philippe Caillet, Tiago da Silva dos Santos, Dugary Ndabashinze, Balazs Toth, Wim De Decker, Daniel Pudil, Elyaniv Barda, Marvin Ogunjimi Wissels RC Genk: 59' Dugary Ndabashinze Ivan Bošnjak 69' Tiago da Silva dos Santos Tom Soetaers 83' Wim De Decker Christian Benteke |
| | |                 | | |
| zaterdag 13 december 2008, 20:00 uur                                                                          | RC Genk | 1 - 0 ( 0 - 0 ) | Charleroi | Opstelling RC Genk: |
| Cristal Arena, Genk Scheidsrechter: Laurent Colemonts Speeldag 16 Jupiler Pro League 2008-09                  | Jelle Vossen 88' |                 | 23' Fabien Camus 65' Frank Defays 74' Cyril Thereau 80' Joris Jehan 85' Mboyo Ilombe                                                                    | Logan Bailly, Hans Cornelis, Eric Matoukou, João Carlos Pinto Chaves, Tiago da Silva dos Santos, Dugary Ndabashinze, Wim De Decker, Dániel Tőzsér, Tom Soetaers, Elyaniv Barda, Christian Benteke Wissels RC Genk: 46' Dugary Ndabashinze Ivan Bošnjak 82' Dániel Tőzsér Jelle Vossen 89' Christian Benteke David Hubert            |
| | |                 | | |
| vrijdag 19 december 2008, 20:30 uur                                                                           | Anderlecht | 2 - 0 ( 1 - 0 ) | RC Genk | Opstelling RC Genk: |
| Constant Vandenstockstadion, Anderlecht Scheidsrechter: Johan Verbist Speeldag 17 Jupiler Pro League 2008-09  | Guillaume Gillet 33' Roland Juhász 44' Mbark Boussoufa 59' Jonathan Legear 90'                                                                                                 |                 | 18' Balazs Toth 70' Jelle Vossen 74' João Carlos Pinto Chaves                                                                                           | Logan Bailly, Hans Cornelis, Eric Matoukou, João Carlos Pinto Chaves, Tiago da Silva dos Santos, Balazs Toth, Wim De Decker, Dániel Tőzsér, Tom Soetaers, Elyaniv Barda, Jelle Vossen Wissels RC Genk: 62' Dániel Tőzsér Dugary Ndabashinze 71' Tom Soetaers Ivan Bošnjak 80' Jelle Vossen Daniel Pudil                             |
| | |                 | | |
| zondag 18 januari 2009, 20:30 uur                                                                             | Germinal Beerschot | 4 - 1 ( 1 - 0 ) | RC Genk | Opstelling RC Genk: |
| Olympisch Stadion, Antwerpen Scheidsrechter: Paul Allaerts Speeldag 18 Jupiler Pro League 2008-09             | Mark Deman 19' Kris De Wree 38' Kurt Van Dooren 58' Faris Haroun 63' Kris De Wree 75' Gyan King 89'                                                                            |                 | 10' Alex Da Silva 51' Daniel Pudil 62' Davino Verhulst 68' Eric Matoukou 70' Balazs Toth 78' Jelle Vossen                                               | Davino Verhulst, Hans Cornelis, Eric Matoukou, João Carlos Pinto Chaves, Daniel Pudil, Alex Da Silva, Balazs Toth, Wim De Decker, Dániel Tőzsér, Ivan Bošnjak, Jelle Vossen Wissels RC Genk: 62' Ivan Bošnjak Elyaniv Barda 70' Hans Cornelis Dugary Ndabashinze 70' Dániel Tőzsér Adam Nemec                                       |
| | |                 | | |
| zaterdag 24 januari 2009, 20:00 uur                                                                           | RC Genk | 2 - 0 ( 1 - 0 ) | Bergen | Opstelling RC Genk: |
| Cristal Arena, Genk Scheidsrechter: Peter Vervecken Speeldag 19 Jupiler Pro League 2008-09                    | Balazs Toth 02' Balazs Toth 38' Anele Ngcongca 44' Daniel Pudil 52' Daniel Pudil 75'                                                                                           |                 | 04' Hocine Ragued 40' Mohammed Fadel Brahami 42' Cédric Collet 45' Cédric Collet 55' Mounir Diane 85' Francesco Migliore                                | Davino Verhulst, Hans Cornelis, Anele Ngcongca, João Carlos Pinto Chaves, Tiago da Silva dos Santos, Alex Da Silva, Balazs Toth, Wim De Decker, Daniel Pudil, Marvin Ogunjimi, Jelle Vossen Wissels RC Genk: 59' Balazs Toth Dániel Tőzsér 84' Marvin Ogunjimi Adam Nemec 85' Jelle Vossen Tom Soetaers                             |
| | |                 | | |
| zondag 1 februari 2009, 20:30 uur                                                                             | Lokeren | 1 - 2 ( 1 - 0 ) | RC Genk | Opstelling RC Genk: |
| Daknamstadion, Lokeren Scheidsrechter: Alain Hamer Speeldag 20 Jupiler Pro League 2008-09                     | Omer Golan 19' Barry Boubacar Copa 67' |                 | 67' Tom De Mul 89' Adam Nemec | Davino Verhulst, Hans Cornelis, Eric Matoukou, João Carlos Pinto Chaves, Anele Ngcongca, Tom De Mul, Wim De Decker, Dániel Tőzsér, Stein Huysegems, Jelle Vossen, Adam Nemec Wissels RC Genk: 80' Tom De Mul Alex Da Silva 89' Jelle Vossen David Hubert                                                                            |
| | |                 | | |
| zaterdag 7 februari 2009, 20:00 uur                                                                           | RC Genk | 1 - 2 ( 0 - 2 ) | Zulte Waregem | Opstelling RC Genk: |
| Cristal Arena, Genk Scheidsrechter: Frederik Geldhof Speeldag 21 Jupiler Pro League 2008-09                   | João Carlos Pinto Chaves 49' Dániel Tőzsér 49' |                 | 24' Ernst Webnje Nfor 38' Franck Berrier 38' Ludwin Van Nieuwenhuyze 62' Ludwin Van Nieuwenhuyze 70' Thomas Matton 87' Kevin Roelandts                  | Davino Verhulst, Hans Cornelis, Eric Matoukou, João Carlos Pinto Chaves, Daniel Pudil, Tom De Mul, Balazs Toth, Dániel Tőzsér, Stein Huysegems, Jelle Vossen, Adam Nemec Wissels RC Genk: 46' Eric Matoukou Anele Ngcongca 46' Adam Nemec Alex Da Silva 76' Balazs Toth Goran Ljubojević                                            |
| | |                 | | |
| zondag 15 februari 2009, 20:30 uur                                                                            | Club Brugge | 0 - 2 ( 0 - 1 ) | RC Genk | Opstelling RC Genk: |
| Jan Breydelstadion, Brugge Scheidsrechter: Johan Verbist Speeldag 22 Jupiler Pro League 2008-09               | Jeroen Simaeys 24' Mohamed Dahmane 79' |                 | 15' Stein Huysegems 46' Balazs Toth 50' Jelle Vossen 57' Jelle Vossen 59' Jelle Vossen                                                                  | Davino Verhulst, Dimitri Daeseleire, Anele Ngcongca, João Carlos Pinto Chaves, Daniel Pudil, Tom De Mul, Balazs Toth, David Hubert, Stein Huysegems, Jelle Vossen, Adam Nemec Wissels RC Genk: 60' Dimitri Daeseleire Eric Matoukou 77' Tom De Mul Alex Da Silva 80' Adam Nemec Marvin Ogunjimi                                     |
| | |                 | | |
| vrijdag 20 februari 2009, 20:30 uur                                                                           | RC Genk | 1 - 1 ( 1 - 1 ) | Moeskroen | Opstelling RC Genk: |
| Cristal Arena, Genk Scheidsrechter: Christophe Delacour Speeldag 23 Jupiler Pro League 2008-09                | Adam Nemec 29' Daniel Pudil 68' |                 | 17' Idir Ouali 33' Jaycee Okwunwanne 65' Matthieu Assou-Ekotto 72' Daan Van Gijseghem 81' Mamadou Diakite 87' Walter Baseggio                           | Davino Verhulst, Dimitri Daeseleire, Anele Ngcongca, João Carlos Pinto Chaves, Daniel Pudil, Tom De Mul, Balazs Toth, Dániel Tőzsér, Alex Da Silva, Stein Huysegems, Adam Nemec Wissels RC Genk: 58' Alex Da Silva Elyaniv Barda 84' Balazs Toth Ederson Tormena                                                                    |
| | |                 | | |
| vrijdag 27 februari 2009, 20:30 uur                                                                           | KV Mechelen | 2 - 1 ( 1 - 0 ) | RC Genk | Opstelling RC Genk: |
| Veoliastadion, Mechelen Scheidsrechter: Serge Gumienny Speeldag 24 Jupiler Pro League 2008-09                 | Julien Gorius 12' Giuseppe Rossini 83' |                 | 50' João Carlos Pinto Chaves 60' David Hubert 62' Balazs Toth                                                                                           | Davino Verhulst, Dimitri Daeseleire, Anele Ngcongca, João Carlos Pinto Chaves, Daniel Pudil, Tom De Mul, Balazs Toth, David Hubert, Stein Huysegems, Elyaniv Barda, Jelle Vossen Wissels RC Genk: 61' Dimitri Daeseleire Hans Cornelis 71' Daniel Pudil Eric Matoukou 86' David Hubert Marvin Ogunjimi                              |
| | |                 | | |
| zaterdag 7 maart 2009, 20:00 uur                                                                              | RC Genk | 4 - 3 ( 1 - 0 ) | Dender | Opstelling RC Genk: |
| Cristal Arena, Genk Scheidsrechter: Laurent Colemonts Speeldag 25 Jupiler Pro League 2008-09                  | Eric Matoukou 16' Tom De Mul 42' Tom De Mul 50' Jelle Vossen 66' João Carlos Pinto Chaves 87'                                                                                  |                 | 42' Ervin Zukanović 68' Admir Aganovic 74' David Destorme 83' Ervin Zukanović 88' David Destorme                                                        | Davino Verhulst, Dimitri Daeseleire, Eric Matoukou, João Carlos Pinto Chaves, Anele Ngcongca, Tom De Mul, Balazs Toth, Elyaniv Barda, Stein Huysegems, Marvin Ogunjimi, Jelle Vossen Wissels RC Genk: 46' Anele Ngcongca David Hubert 68' Marvin Ogunjimi Adam Nemec 84' Jelle Vossen Ederson Tormena                               |
| | |                 | | |
| zondag 15 maart 2009, 20:30 uur                                                                               | Standard | 2 - 0 ( 1 - 0 ) | RC Genk | Opstelling RC Genk: |
| Sclessin, Luik Scheidsrechter: Jérôme Efong Nzolo Speeldag 26 Jupiler Pro League 2008-09                      | Tomislav Mikulić 16' Axel Witsel 45' Igor De Camargo 86' |                 | 11' Eric Matoukou 13' João Carlos Pinto Chaves 66' Stein Huysegems 71' Daniel Pudil 75' Davino Verhulst                                                 | Davino Verhulst, Dimitri Daeseleire, Eric Matoukou, João Carlos Pinto Chaves, Daniel Pudil, Tom De Mul, Balazs Toth, David Hubert, Stein Huysegems, Elyaniv Barda, Jelle Vossen Wissels RC Genk: 56' Jelle Vossen Ivan Bošnjak 56' Dimitri Daeseleire Ederson Tormena 73' Balazs Toth Goran Ljubojević                              |
| | |                 | | |
| zaterdag 21 maart 2009, 20:00 uur                                                                             | RC Genk | 3 - 0 ( 3 - 0 ) | Tubeke | Opstelling RC Genk: |
| Cristal Arena, Genk Scheidsrechter: Ed Janssen Speeldag 27 Jupiler Pro League 2008-09                         | Elyaniv Barda 33' Balazs Toth 35' Anele Ngcongca 45' Dimitri Daeseleire 89' |                 | 24' Romain Beynié 49' Yohan Brouckaert 79' Alan Haydock                                                                                                 | Davino Verhulst, Dimitri Daeseleire, Anele Ngcongca, João Carlos Pinto Chaves, Daniel Pudil, Tom De Mul, Balazs Toth, David Hubert, Stein Huysegems, Elyaniv Barda, Adam Nemec Wissels RC Genk: 62' Balazs Toth Dániel Tőzsér 73' Daniel Pudil Eric Matoukou 84' Stein Huysegems Jelle Vossen                                       |
| | |                 | | |
| zaterdag 4 april 2009, 20:00 uur                                                                              | RC Genk | 1 - 4 ( 1 - 2 ) | Westerlo | Opstelling RC Genk: |
| Cristal Arena, Genk Scheidsrechter: Jean-Baptist Bultynck Speeldag 28 Jupiler Pro League 2008-09              | Stein Huysegems 35' |                 | 31' Wouter Corstjens 42' Jaime Alfonso Ruiz 66' Wouter Scheelen 89' Jaime Alfonso Ruiz                                                                  | Davino Verhulst, Anele Ngcongca, Eric Matoukou, João Carlos Pinto Chaves, Daniel Pudil, Ederson Tormena, David Hubert, Elyaniv Barda, Stein Huysegems, Jelle Vossen, Adam Nemec Wissels RC Genk: 46' Anele Ngcongca Hans Cornelis 56' David Hubert Alex Da Silva 73' Ederson Tormena Ivan Bošnjak                                   |
| | |                 | | |
| vrijdag 10 april 2009, 20:30 uur                                                                              | Roeselare | 1 - 0 ( 1 - 0 ) | RC Genk | Opstelling RC Genk: |
| Schiervelde, Roeselare Scheidsrechter: Philippe Flament Speeldag 29 Jupiler Pro League 2008-09                | Sherjill Mac-Donald 02' Anthony Van Loo 50' |                 | 61' Daniel Pudil | Davino Verhulst, Hans Cornelis, Anele Ngcongca, João Carlos Pinto Chaves, Daniel Pudil, Tom De Mul, David Hubert, Ederson Tormena, Stein Huysegems, Jelle Vossen, Marvin Ogunjimi Wissels RC Genk: 46' Jelle Vossen Dániel Tőzsér 76' Tom De Mul Goran Ljubojević 82' Daniel Pudil Adam Nemec                                       |
| | |                 | | |
| vrijdag 17 april 2009, 20:30 uur                                                                              | RC Genk | 2 - 2 ( 1 - 1 ) | AA Gent | Opstelling RC Genk: |
| Cristal Arena, Genk Scheidsrechter: Paul Allaerts Speeldag 30 Jupiler Pro League 2008-09                      | Anele Ngcongca 10' Stein Huysegems 45' Stein Huysegems 72' |                 | 13' Adnan Čustović 33' Christophe Grondin 63' Adnan Čustović 80' Christophe Grondin                                                                     | Thibaut Courtois, Hans Cornelis, David Hubert, João Carlos Pinto Chaves, Anele Ngcongca, Tom De Mul, Balazs Toth, Ederson Tormena, Dániel Tőzsér, Stein Huysegems, Marvin Ogunjimi Wissels RC Genk: 66' Dániel Tőzsér Goran Ljubojević 76' Ederson Tormena Jelle Vossen 87' Ngcongca Anele Dimitri Daeseleire                       |
| | |                 | | |
| zondag 26 april 2009, 20:30 uur                                                                               | Cercle Brugge | 1 - 2 ( 1 - 0 ) | RC Genk | Opstelling RC Genk: |
| Jan Breydelstadion, Brugge Scheidsrechter: Tim Pots Speeldag 31 Jupiler Pro League 2008-09                    | Frederik Boi 16' Vusumuzi Prince Nyoni 18' Dejan Kelhar 71' |                 | 27' Dániel Tőzsér 37' Balazs Toth 47' Tom De Mul 57' Daniel Pudil 57' Anele Ngcongca 75' Eric Matoukou                                                  | Davino Verhulst, Hans Cornelis, David Hubert, João Carlos Pinto Chaves, Anele Ngcongca, Tom De Mul, Balazs Toth, Ederson Tormena, Dániel Tőzsér, Daniel Pudil, Stein Huysegems Wissels RC Genk: 46' Dániel Tőzsér Goran Ljubojević 66' David Hubert Eric Matoukou 88' Daniel Pudil Jelle Vossen                                     |
| | |                 | | |
| zondag 3 mei 2009, 18:00 uur                                                                                  | RC Genk | 0 - 1 ( 0 - 0 ) | KV Kortrijk | Opstelling RC Genk: |
| Cristal Arena, Genk Scheidsrechter: Johan Verbist Speeldag 32 Jupiler Pro League 2008-09                      | David Hubert 55' Ngcongca Anele 66' João Carlos Pinto Chaves 88' |                 | 51' Istvan Bakx 79' Jimmy Hempte 87' Ibrahim Savaneh | Davino Verhulst, Dimitri Daeseleire, Hans Cornelis, João Carlos Pinto Chaves, Anele Ngcongca, Tom De Mul, David Hubert, Ederson Tormena, Daniel Pudil, Marvin Ogunjimi, Stein Huysegems Wissels RC Genk: 43' Tom De Mul Dugary Ndabashinze 65' Marvin Ogunjimi Elyaniv Barda 74' Dugary Ndabashinze Jelle Vossen                    |
| | |                 | | |
| zaterdag 9 mei 2009, 20:00 uur                                                                                | Charleroi | 3 - 0 ( 0 - 0 ) | RC Genk | Opstelling RC Genk: |
| Stade du Pays, Charleroi Scheidsrechter: Claude Bourdouxhe Speeldag 33 Jupiler Pro League 2008-09             | Mahamadou Kéré 26' Christophe Grégoire 54' Cyril Thereau 62' Geoffrey Mujangi Bia 85'                                                                                          |                 | 41' Ederson Tormena 54' Elyaniv Barda 57' Balazs Toth 71' Anele Ngcongca                                                                                | Davino Verhulst, Dimitri Daeseleire, Anele Ngcongca, Eric Matoukou, Daniel Pudil, Hans Cornelis, Ederson Tormena, Balazs Toth, Stein Huysegems, Elyaniv Barda, Jelle Vossen Wissels RC Genk: 63' Jelle Vossen Goran Ljubojević 70' Hans Cornelis Dániel Tőzsér 81' Ederson Tormena Kevin De Bruyne                                  |
| | |                 | | |
| zaterdag 16 mei 2009, 20:00 uur                                                                               | RC Genk | 0 - 2 ( 0 - 1 ) | Anderlecht | Opstelling RC Genk: |
| Cristal Arena, Genk Scheidsrechter: Johan Verbist Speeldag 34 Jupiler Pro League 2008-09                      | Balazs Toth 21' Daniel Pudil 74' |                 | 30' Guillaume Gillet 34' Jan Polak 38' Mbark Boussoufa 56' Marcin Wasilewski 63' Lucas Biglia 81' Jonathan Legear 89' Mbark Boussoufa                   | Davino Verhulst, Hans Cornelis, Eric Matoukou, João Carlos Pinto Chaves, Daniel Pudil, Dimitri Daeseleire, David Hubert, Balazs Toth, Stein Huysegems, Elyaniv Barda, Goran Ljubojević Wissels RC Genk: 60' Hans Cornelis Ivan Bošnjak 71' Goran Ljubojević Adam Nemec 83' Stein Huysegems Kevin De Bruyne                          |

## Afbeeldingen

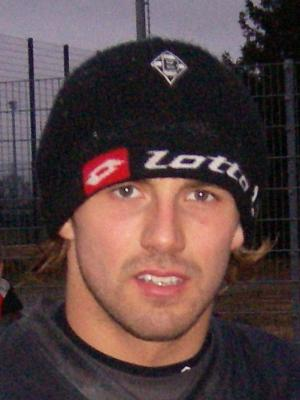
Logan Bailly (doelman)
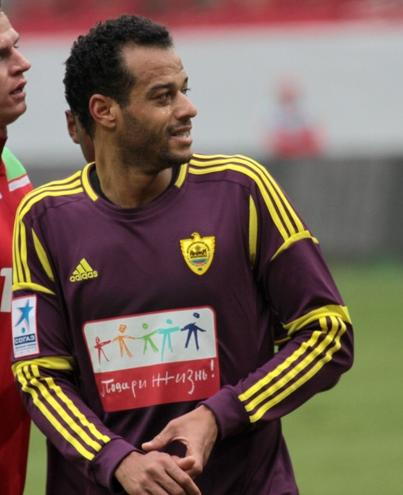
João Carlos (verdediger)
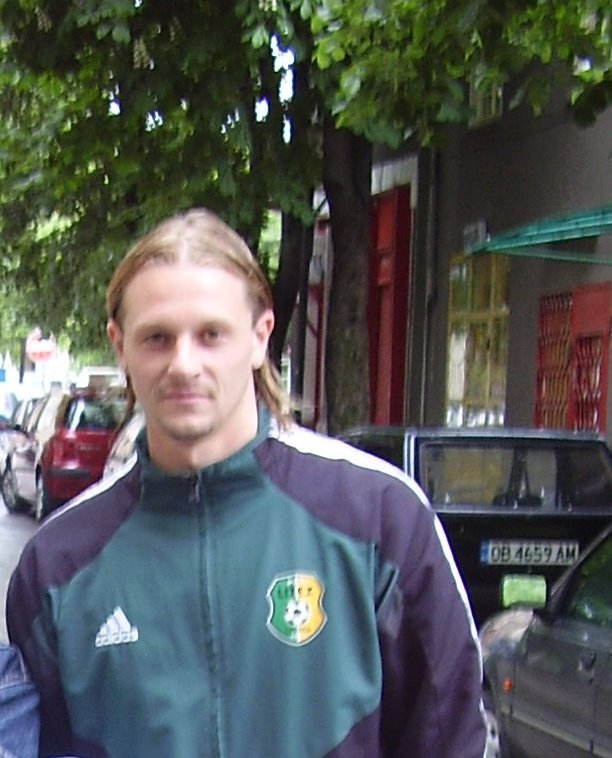
Jean-Philippe Caillet (verdediger)
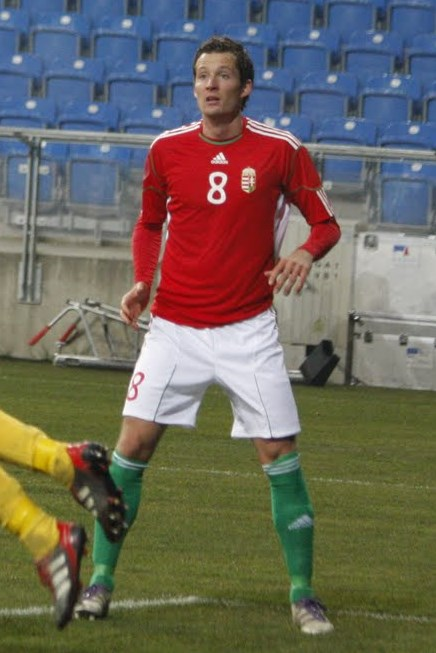
Dániel Tőzsér (middenvelder)
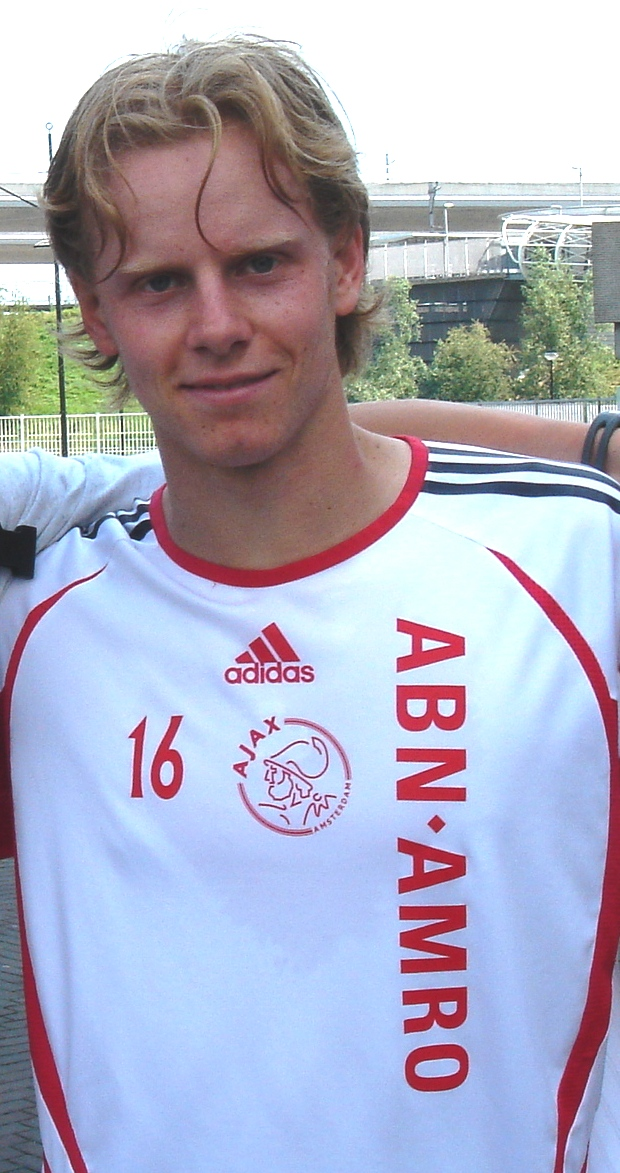
Tom De Mul (middenvelder)
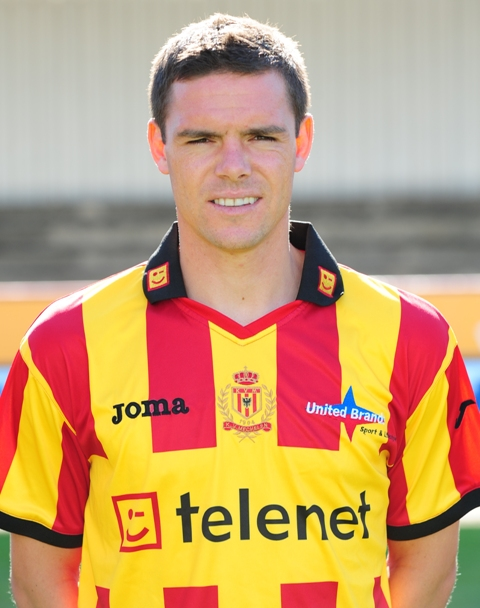
Tom Soetaers (middenvelder)
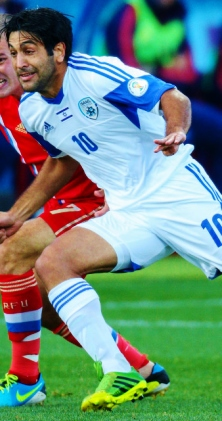
Elyaniv Barda (aanvaller)
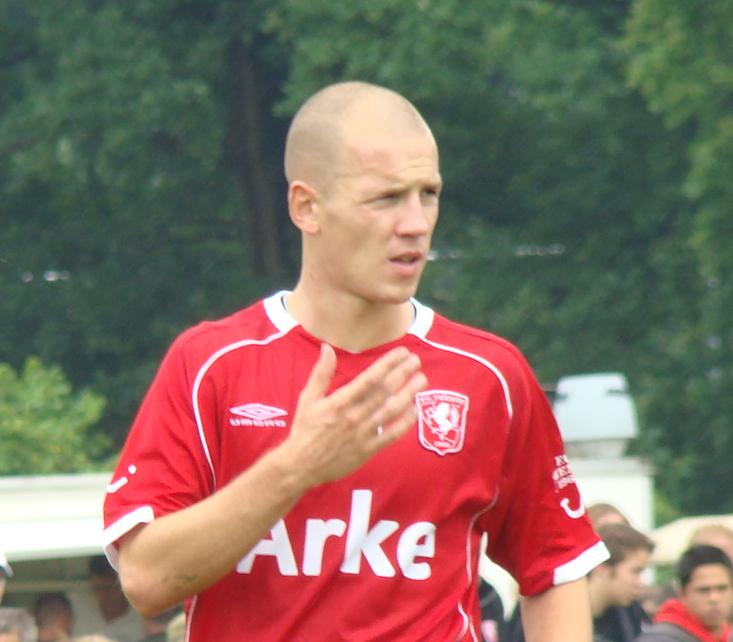
Stein Huysegems (aanvaller)